# 恵公 (斉)
恵公（けいこう、? - 紀元前599年）は、春秋時代の斉の君主。諱は元。

## 生涯
公子元（恵公）は斉の桓公と少衛姫のあいだの子として生まれた。紀元前642年、公子元は斉の孝公の即位に反対し、宋軍と戦ったが、甗で敗れた。斉の内乱を避けて母の実家である衛に亡命した。紀元前609年7月、斉の公子商人が斉君舎を殺害した。商人は公子元を擁立しようとしたが、身の危険を感じて商人に自ら即位するよう勧めた。商人（懿公）が即位したが、公子元は懿公に服さず、公と呼ばずに「夫己氏」と呼んだ。紀元前609年5月、懿公が殺害されると、公子元が衛から迎えられて斉公として即位した。紀元前608年、恵公は魯の宣公と平州で会合した。魯から済西の田地の割譲を受けた。紀元前606年から紀元前605年にかけて、赤狄の侵攻を受けた。紀元前602年、魯軍とともに莱を攻撃した。紀元前599年春、済西の田地を魯に返還した。4月己巳、恵公は死去し、子の頃公が斉公として即位した。